# Jean-Pierre Jarier
Jean-Pierre Jacques Jarier (Charenton-le-Pont, Francuska, 10. srpnja 1946.) je bivši francuski vozač automobilističkih utrka. 
Godine 1970. osvojio je treće mjesto u Francuskoj Formuli 3. U Europskoj Formuli 2 je nastupao od 1971. do 1973. kao regularni vozač, a 1976. i 1978. povremeno kao gostujući vozač koji nije mogao osvajati bodove. U prvoj sezoni je osvojio dva postolja na Albi i Vallelungi, da bi sljedeće 1972. odvezao samo dvije utrke koje nije završio. U sezoni 1973. dolazi do naslova prvaka s pobjedama na Mallory Parku, Hockenheimringu, Nivelles-Baulersu, Rouenu, Mantorp Parku, Karlskogi i Pergusi.
U Formuli 1 je debitirao na Velikoj nagradi Italije 1971. za momčad Shell Arnold Team, ali utrku nije završio. Nakon što 1972. nije vozio, Formuli 1 se vratio 1973. gdje je vozio za March. Sljedeće 1974. prelazi u momčad Shadow Racing, gdje ostaje do 1976. Na Velikoj nagradi Monaka 1974. dolazi do prvog postolja.  Nakon što je 1978. zamijenio poginulog Ronnieja Petersona u Lotusu na posljednje dvije utrke, Jarier je sljedeće 1979. osvojio posljednja dva postolja u Tyrrellu na Velikoj nagradi Južne Afrike  i Velikoj nagradi Velike Britanije.  Posljednje bodove osvojio je u Oselli na Velikoj nagradi San Marina 1982., utrci na kojoj je zbog sukoba FISA-e i FOCA-e, vozilo samo 12 vozača.
Na utrci 24 sata Le Mansa je upisao 15 nastupa od 1972. do 1999. Najbolji rezultat je ostvario 1977. kada je u bolidu Mirage GR8-Renault, zajedno sa suvozačem Vernom Schuppanom, osvojio drugo mjesto.
Godine 1974. pobijedio je na utrci 1000 km Spa-Francorchampsa zajedno s Jackyjem Ickxom u Matri MS670C, te 1000 km Nürburgringa. 6 sati Watkins Glena, 1000 km Le Castelleta i 1000 km Brands Hatcha, gdje mu je suvozač na sve četiri utrke bio Jean-Pierre Beltoise. Pobjeđivao je i na utrkama 500 km Dijona, 500 km Monze, 6 sati Dakra, 24 sata Spa-Francorchampsa, 4 sata Jarame, 1000 km Suzuke i 500 km Valencije. Godine 1998.  i 1999.  osvojio je naslov prvaka u Francuskom GT prvenstvu.

## Vanjske poveznice
- Jean-Pierre Jarier - Driver Database
- Jean-Pierre Jarier - Stats F1
- All Results of Jean-Pierre Jarier - Racing Sports Cars